# Pseudorhaphitoma epistomifer
Pseudorhaphitoma epistomifer é uma espécie de gastrópode do gênero Pseudorhaphitoma, pertencente a família Mangeliidae.